# Restio esterhuyseniae
Restio esterhuyseniae är en gräsväxtart som beskrevs av Neville Stuart Pillans. Restio esterhuyseniae ingår i släktet Restio och familjen Restionaceae. Inga underarter finns listade i Catalogue of Life.